# Кръшно
Кръшно е село в Североизточна България. То се намира в община Търговище, област Търговище. Населението му според преброяването през 2011 г. е 240 жители, от които 144 турци (60,00%), 78 българи (32,50%) и 11 цигани (4,58%). В същото време, според оценки мнозинството от населението е от цигански произход.

## География
Селото е разположено в Източната Дунавска равнина, на около 220 – 240 метра надморска височина. Отстои на 25 километра от град Търговище и се намира между селата Дралфа и Маково.

## История
Преди да се преименува селото се е наричало Кьосе, и е било почти изцяло с турско население. Село Кръшно датира от 1882 година. След Освобождението на България там се заселват много българи от селата на Габровска и Дряновска околия – от Ганчовец и Българенете от Руня и Русиновци, Игнатовци, Радовци и околиите, Кукля и Върбановци. Основната причина да тръгнат от Балкана и да се заселят в Североизточна България е търсенето на повече обработваема земя.
През 1885 г. в селото е изградена православната църква „Свето Богоявление“.

## Население
Численост на населението според преброяванията през годините:
| \| Година на преброяване \| Численост \| \| --------------------- \| --------- \| \| 1934 \| 732 \| \| 1946 \| 724 \| \| 1956 \| 694 \| \| 1965 \| 500 \| \| 1975 \| 343 \| \| 1985 \| 282 \| \| 1992 \| 254 \| \| 2001 \| 265 \| \| 2011 \| 240 \| \| 2021 \| 194 \| |           |
| Година на преброяване | Численост |
| 1934 | 732       |
| 1946 | 724       |
| 1956 | 694       |
| 1965 | 500       |
| 1975 | 343       |
| 1985 | 282       |
| 1992 | 254       |
| 2001 | 265       |
| 2011 | 240       |
| 2021 | 194       |

### Етнически състав
Според преброяването на населението през 1880 г. в селото има 558 жители, от които 554 турци (99,28%) и 4 българи (0,71%).
Преброяване на населението през 2011 г.
Численост и дял на етническите групи според преброяването на населението през 2011 г.:
|                     | Численост | Дял (в %) |
| Общо                | 240       | 100,00    |
| Българи             | 78        | 32,50     |
| Турци               | 144       | 60,00     |
| Цигани              | 11        | 4,58      |
| Други               |           |           |
| Не се самоопределят |           |           |
| Неотговорили        | 0         | 0,00      |

## Личности
Родени в Кръшно са:
- Иван Обретенов (1924 – 1988), български актьор[10]
- проф. Тотю Тотев (1930 – 2015), български учен историк и богослов[11]